# Mit o Jasenovcu
Mit o Jasenovcu, dokumentarni film Romana Leljaka iz 2017. godine. Film se bavi jasenovačkim crnim mitom. Roman Leljak je redatelj i scenarist. Grafičko oblikovanje napravio je Zoran Čapalija - Čaplja. Postprodukciju obavili su Gordana Pintarić i Goran Fistrić.